# Tirreno–Adriatico 2008
Das Straßenradrennen Tirreno–Adriatico 2008 fand vom 12. bis 18. März 2008 statt. Es wurde in sieben Etappen über eine Distanz von 1123 Kilometern ausgetragen.
Der Vorjahressieger Andreas Klöden konnte nicht am Rennen teilnehmen, da sein Team Astana nicht zu dem Rennen eingeladen wurde. Auch die beiden französischen ProTeams Crédit Agricole und Bouygues Télécom sowie das für die UCI Europe Tour zugelassene italienische Team Acqua & Sapone-Caffè Mokambo erhielten keine Einladung. Dafür starteten neben den restlichen ProTeams die Mannschaften von Barloworld, CSF Group-Navigare, Serramenti PVC Diquigiovanni, L.P.R. Brakes, Slipstream-Chipotle und Tinkoff Credit Systems.

## Etappen

### Übersicht
| Etappe    | Tag      | Start–Ziel                                        | km       | Etappensieger       | Gesamtführender   |
| --------- | -------- | ------------------------------------------------- | -------- | ------------------- | ----------------- |
| 1. Etappe | 12. März | Civitavecchia–Civitavecchia                       | 160      | Óscar Freire        | Óscar Freire      |
| 2. Etappe | 13. März | Civitavecchia–Gubbio                              | 203      | Raffaele Illiano    | Enrico Gasparotto |
| 3. Etappe | 14. März | Gubbio–Montelupone                                | 195      | Joaquim Rodríguez   | Niklas Axelsson   |
| 4. Etappe | 15. März | Porto Recanati–Civitanova Marche                  | 167      | Alessandro Petacchi | Niklas Axelsson   |
| 5. Etappe | 16. März | Macerata–Recanati                                 | 26 (EZF) | Fabian Cancellara   | Fabian Cancellara |
| 6. Etappe | 17. März | Civitanova Marche–Castelfidardo                   | 196      | Óscar Freire        | Fabian Cancellara |
| 7. Etappe | 18. März | San Benedetto del Tronto–San Benedetto Del Tronto | 176      | Francesco Chicchi   | Fabian Cancellara |

### 1. Etappe: Civitavecchia–Civitavecchia, 160 km
|    | Fahrer              | Team             | Zeit      |
| -- | ------------------- | ---------------- | --------- |
| 1. | Óscar Freire        | Rabobank         | 4:10:01 h |
| 2. | Alessandro Petacchi | Team Milram      | gl. Zeit  |
| 3. | José Joaquín Rojas  | Caisse d’Epargne | gl. Zeit  |
| 4. | Erik Zabel          | Team Milram      | gl. Zeit  |
| 5. | Baden Cooke         | Barloworld       | gl. Zeit  |

|    | Fahrer              | Team                        | Zeit       |
| -- | ------------------- | --------------------------- | ---------- |
| 1. | Óscar Freire        | Rabobank                    | 4:09:51 h  |
| 2. | Alessandro Petacchi | Team Milram                 | + 0:04 min |
| 3. | José Joaquín Rojas  | Caisse d’Epargne            | + 0:06 min |
| 4. | Michail Ignatjew    | Team Tinkoff Credit Systems | + 0:07 min |
| 5. | Jurij Kriwzow       | ag2r La Mondiale            | + 0:08 min |

### 2. Etappe: Civitavecchia–Gubbio, 203 km
|    | Fahrer            | Team                     | Zeit       |
| -- | ----------------- | ------------------------ | ---------- |
| 1. | Raffaele Illiano  | Serramenti Diquigiovanni | 5:01:10 h  |
| 2. | Enrico Gasparotto | Barloworld               | gl. Zeit   |
| 3. | Niklas Axelsson   | Serramenti Diquigiovanni | + 0:03 min |
| 4. | Linus Gerdemann   | Team High Road           | + 0:09 min |
| 5. | Riccardo Riccò    | Saunier Duval-Scott      | + 0:17 min |

|    | Fahrer            | Team                     | Zeit       |
| -- | ----------------- | ------------------------ | ---------- |
| 1. | Enrico Gasparotto | Barloworld               | 9:11:05 h  |
| 2. | Niklas Axelsson   | Serramenti Diquigiovanni | + 0:02 min |
| 3. | Linus Gerdemann   | Team High Road           | + 0:06 min |
| 4. | Riccardo Riccò    | Saunier Duval-Scott      | + 0:23 min |
| 5. | Eros Capecchi     | Saunier Duval-Scott      | gl. Zeit   |

### 3. Etappe: Gubbio–Montelupone, 195 km
|    | Fahrer            | Team                     | Zeit       |
| -- | ----------------- | ------------------------ | ---------- |
| 1. | Joaquim Rodríguez | Caisse d’Epargne         | 4:49:59 h  |
| 2. | Danilo Di Luca    | L.P.R. Brakes            | + 0:12 min |
| 3. | Niklas Axelsson   | Serramenti Diquigiovanni | gl. Zeit   |
| 4. | Thomas Lövkvist   | Team High Road           | gl. Zeit   |
| 5. | Leonardo Piepoli  | Saunier Duval-Scott      | + 0:17 min |

|    | Fahrer            | Team                     | Zeit       |
| -- | ----------------- | ------------------------ | ---------- |
| 1. | Niklas Axelsson   | Serramenti Diquigiovanni | 13:56:14 h |
| 2. | Enrico Gasparotto | Barloworld               | + 0:10 min |
| 3. | Joaquim Rodríguez | Caisse d’Epargne         | + 0:18 min |
| 4. | Linus Gerdemann   | Team High Road           | + 0:24 min |
| 5. | Danilo Di Luca    | L.P.R. Brakes            | + 0:32 min |

### 4. Etappe: Porto Recanati–Civitanova Marche, 166 km
|    | Fahrer              | Team             | Zeit      |
| -- | ------------------- | ---------------- | --------- |
| 1. | Alessandro Petacchi | Team Milram      | 3:59:58 h |
| 2. | Óscar Freire        | Rabobank         | gl. Zeit  |
| 3. | Filippo Pozzato     | Liquigas         | gl. Zeit  |
| 4. | Gerald Ciolek       | Team High Road   | gl. Zeit  |
| 5. | José Joaquín Rojas  | Caisse d’Epargne | gl. Zeit  |

|    | Fahrer            | Team                     | Zeit       |
| -- | ----------------- | ------------------------ | ---------- |
| 1. | Niklas Axelsson   | Serramenti Diquigiovanni | 17:56:12 h |
| 2. | Enrico Gasparotto | Barloworld               | + 0:10 min |
| 3. | Joaquim Rodríguez | Caisse d’Epargne         | + 0:18 min |
| 4. | Linus Gerdemann   | Team High Road           | + 0:24 min |
| 5. | Danilo Di Luca    | L.P.R. Brakes            | + 0:32 min |

### 5. Etappe: Macerata–Recanati, 26 km (EZF)
|    | Fahrer            | Team                | Zeit       |
| -- | ----------------- | ------------------- | ---------- |
| 1. | Fabian Cancellara | Team CSC            | 33:41 min  |
| 2. | David Zabriskie   | Slipstream-Chipotle | + 0:22 min |
| 3. | Thomas Lövkvist   | Team High Road      | + 0:52 min |
| 4. | Markus Fothen     | Gerolsteiner        | + 0:56 min |
| 5. | Enrico Gasparotto | Barloworld          | + 1:00 min |

|    | Fahrer            | Team           | Zeit       |
| -- | ----------------- | -------------- | ---------- |
| 1. | Fabian Cancellara | Team CSC       | 18:30:47 h |
| 2. | Enrico Gasparotto | Barloworld     | + 0:16 min |
| 3. | Thomas Lövkvist   | Team High Road | + 0:40 min |
| 4. | Linus Gerdemann   | Team High Road | + 0:46 min |
| 5. | Markus Fothen     | Gerolsteiner   | + 0:53 min |

### 6. Etappe: Civitanova Marche–Castelfidardo, 196 km
|    | Fahrer            | Team             | Zeit      |
| -- | ----------------- | ---------------- | --------- |
| 1. | Óscar Freire      | Rabobank         | 4:46:44 h |
| 2. | Filippo Pozzato   | Liquigas         | gl. Zeit  |
| 3. | Danilo Di Luca    | L.P.R. Brakes    | gl. Zeit  |
| 4. | Giovanni Visconti | Quick Step       | gl. Zeit  |
| 5. | Tadej Valjavec    | ag2r La Mondiale | gl. Zeit  |

|    | Fahrer            | Team                     | Zeit       |
| -- | ----------------- | ------------------------ | ---------- |
| 1. | Fabian Cancellara | Team CSC                 | 23:17:31 h |
| 2. | Enrico Gasparotto | Barloworld               | + 0:16 min |
| 3. | Thomas Lövkvist   | Team High Road           | + 0:40 min |
| 4. | Markus Fothen     | Gerolsteiner             | + 0:53 min |
| 5. | Niklas Axelsson   | Serramenti Diquigiovanni | + 1:32 min |

### 7. Etappe: San Benedetto del Tronto–San Benedetto del Tronto, 176 km
|    | Fahrer            | Team                     | Zeit      |
| -- | ----------------- | ------------------------ | --------- |
| 1. | Francesco Chicchi | Liquigas                 | 4:50:50 h |
| 2. | Danilo Napolitano | Lampre                   | gl. Zeit  |
| 3. | Mark Cavendish    | Team High Road           | gl. Zeit  |
| 4. | Robbie McEwen     | Silence-Lotto            | gl. Zeit  |
| 5. | Danilo Hondo      | Serramenti Diquigiovanni | gl. Zeit  |

|    | Fahrer            | Team                     | Zeit       |
| -- | ----------------- | ------------------------ | ---------- |
| 1. | Fabian Cancellara | Team CSC                 | 28:08:21   |
| 2. | Enrico Gasparotto | Barloworld               | + 0:16 min |
| 3. | Thomas Lövkvist   | Team High Road           | + 0:40 min |
| 4. | Markus Fothen     | Gerolsteiner             | + 0:53 min |
| 5. | Niklas Axelsson   | Serramenti Diquigiovanni | + 1:32 min |

## Trikots im Rennverlauf
Die Tabelle zeigt die Führenden nach der jeweiligen Etappe an.
| Etappe    | Gesamtwertung     | Punktewertung     | Bergwertung     | Weißes Trikot      | Teamwertung              |
| --------- | ----------------- | ----------------- | --------------- | ------------------ | ------------------------ |
| 1. Etappe | Óscar Freire      | Óscar Freire      | Jurij Kriwzow   | José Joaquín Rojas |                          |
| 2. Etappe | Enrico Gasparotto | Raffaele Illiano  | Niklas Axelsson | Riccardo Riccò     | ag2r La Mondiale         |
| 3. Etappe | Niklas Axelsson   | Enrico Gasparotto | Lloyd Mondory   | Thomas Lövkvist    | Serramenti Diquigiovanni |
| 4. Etappe | Niklas Axelsson   | Enrico Gasparotto | Lloyd Mondory   | Thomas Lövkvist    | Serramenti Diquigiovanni |
| 5. Etappe | Fabian Cancellara | Enrico Gasparotto | Lloyd Mondory   | Thomas Lövkvist    | Team High Road           |
| 6. Etappe | Fabian Cancellara | Óscar Freire      | Juan José Oroz  | Thomas Lövkvist    | Team High Road           |
| 7. Etappe | Fabian Cancellara | Óscar Freire      | Lloyd Mondory   | Thomas Lövkvist    | Team High Road           |
| Sieger    | Fabian Cancellara | Óscar Freire      | Lloyd Mondory   | Thomas Lövkvist    | Team High Road           |

Während der 2. Etappe trug Alessandro Petacchi das Punktewertungstrikot.